# Вања Зекић
Вања Зекић (Власеница, 17. фебруар 1995) босанскохерцеговачки је фудбалер, тренутно члан Бежаније. Висок је 177 центиметара и игра у везном реду.